# Vesilahti kyrka

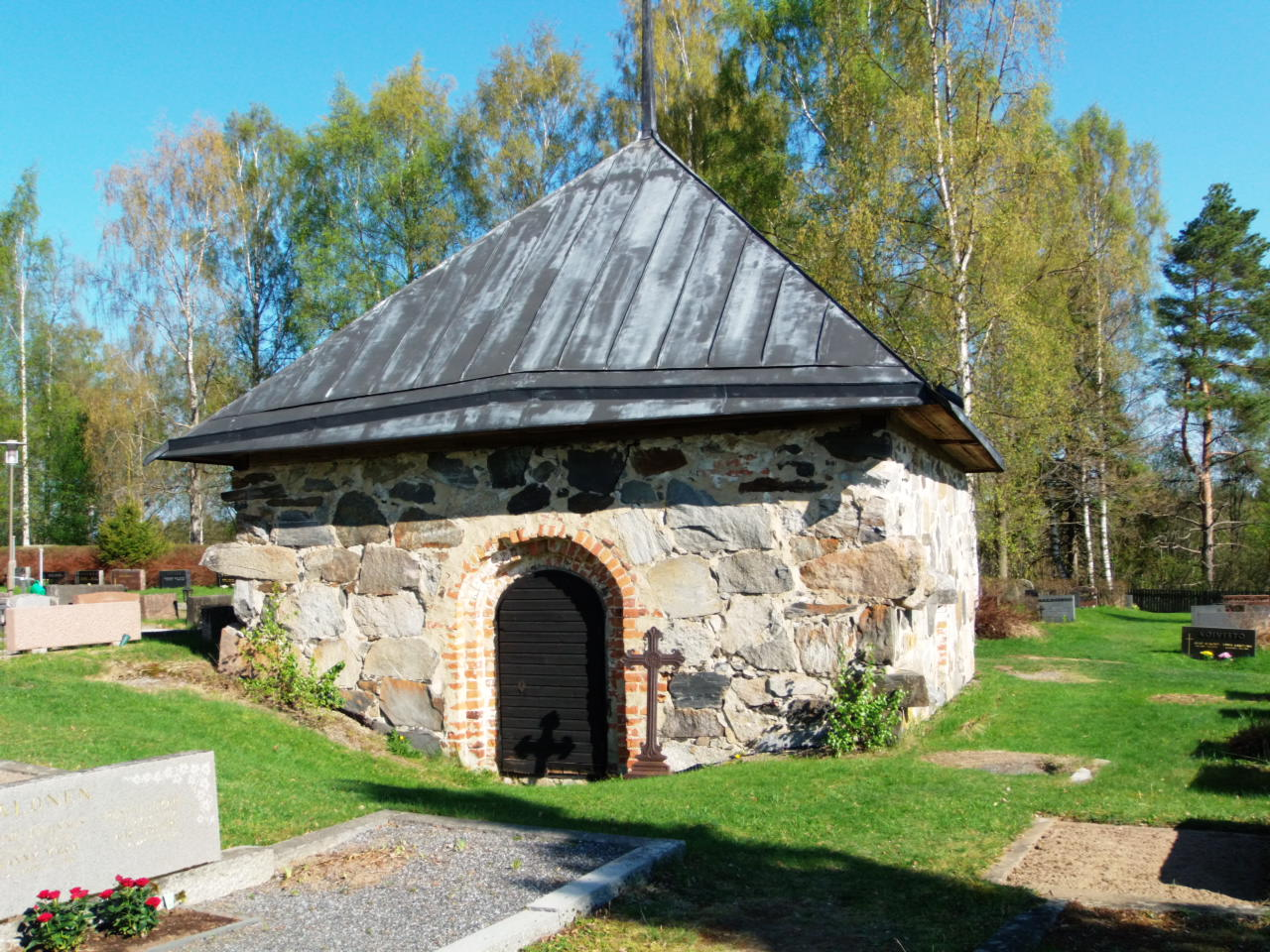
Den medeltida stensakristian på kyrkogården.

Vesilahti kyrka ligger i Vesilahti kyrkby och invigdes år 1802. Kyrkan ligger vid den gamla landsvägen som går genom Vesilahti.
Vesilahti avskildes från Birkala som en egen kyrksocken under början av 1300-talet och nämns första gången 1346. Från Vesilahti kyrksocken avskildes i början av 1400-talet Lempäälä kyrksocken, som nämns första gången 1455.
Kyrkan är en långkyrka i trä med korsarmar som är lägre än långhuset. En takryttare finns i korsets mitt. Fönstren är placerade i två rader. Kyrkan är ritad av Matti Åkerblom och Carl Fredrik Fredenheim och byggd under ledning av Martti Tolpo. Den har plats för ca 900 personer.
I kyrkan finns ett krucifix från 1420-talet, en predikstol från 1600-talet och en altartavla föreställande Jesus i Getsemane från 1800-talet, målad av en okänd konstnär. Orgeln byggdes ursprungligen av Bror Axel Thulé 1887. Den byggdes om av Kangasala orgelfabrik år 1935 och har numera 23+3 stämmor fördelade på tre manualer och pedal.
Invid den nuvarande kyrkan finns en sakristia av sten som ursprungligen byggdes i samband med en äldre träkyrka i slutet av 1400-talet. På 1500-talet påbörjades bygget av en stenkyrka som på grund av reformationen aldrig blev färdigställd. Stenmuren kring den gamla begravningsplatsen byggdes 1839 av sten från den gamla stenkyrkan. Klockstapeln finns på andra sidan vägen och byggdes 1782 av Mikko Lajander.